# Acentrogobius janthinopterus
 Acentrogobius janthinopterus és una espècie de peix de la família dels gòbids i de l'ordre dels perciformes.

## Morfologia
- Els mascles poden assolir 12,5 cm de longitud total.[4][5]

## Hàbitat
És un peix de clima tropical i associat als esculls de corall.

## Distribució geogràfica
Es troba a Indonèsia, Austràlia Occidental, el Japó i les Filipines.

## Observacions
És inofensiu per als humans.